# Rownhams
Rownhams – wieś w Anglii, w Hampshire, w dystrykcie Test Valley, w civil parish Nursling and Rownhams. Leży 5,7 km od miasta Southampton, 16,1 km od miasta Winchester i 114,3 km od Londynu. W 1931 roku civil parish liczyła 540 mieszkańców.